# Musaraigne à dents larges de Sibérie
Espèce
Synonymes
- Sorex sanguinidens G. Allen, 1914
- Sorex scaloni Ognev, 1933

Répartition géographique
La musaraigne à dents larges de Sibérie (Sorex daphaenodon) est une espèce de musaraigne. Une musaraigne à dents larges de Sibérie pèse entre 4,6 et 6,0 grammes et mesure entre 5,5 et 6,4 cm de long, avec une queue allant de 2,4 à 3,75 cm. Cette espèce est présente en Asie du Nord-Est, depuis la Mongolie jusqu'au nord-est de la Chine en passant par l'Extrême-Orient russe et la région du mont Paektu en Corée du Nord.

## Liste des sous-espèces
Selon Mammal Species of the World (version 3, 2005)  (30 décembre 2015) :
- sous-espèce Sorex daphaenodon daphaenodon
- sous-espèce Sorex daphaenodon sanguinidens
- sous-espèce Sorex daphaenodon scaloni